# Römermuseum Osterburken

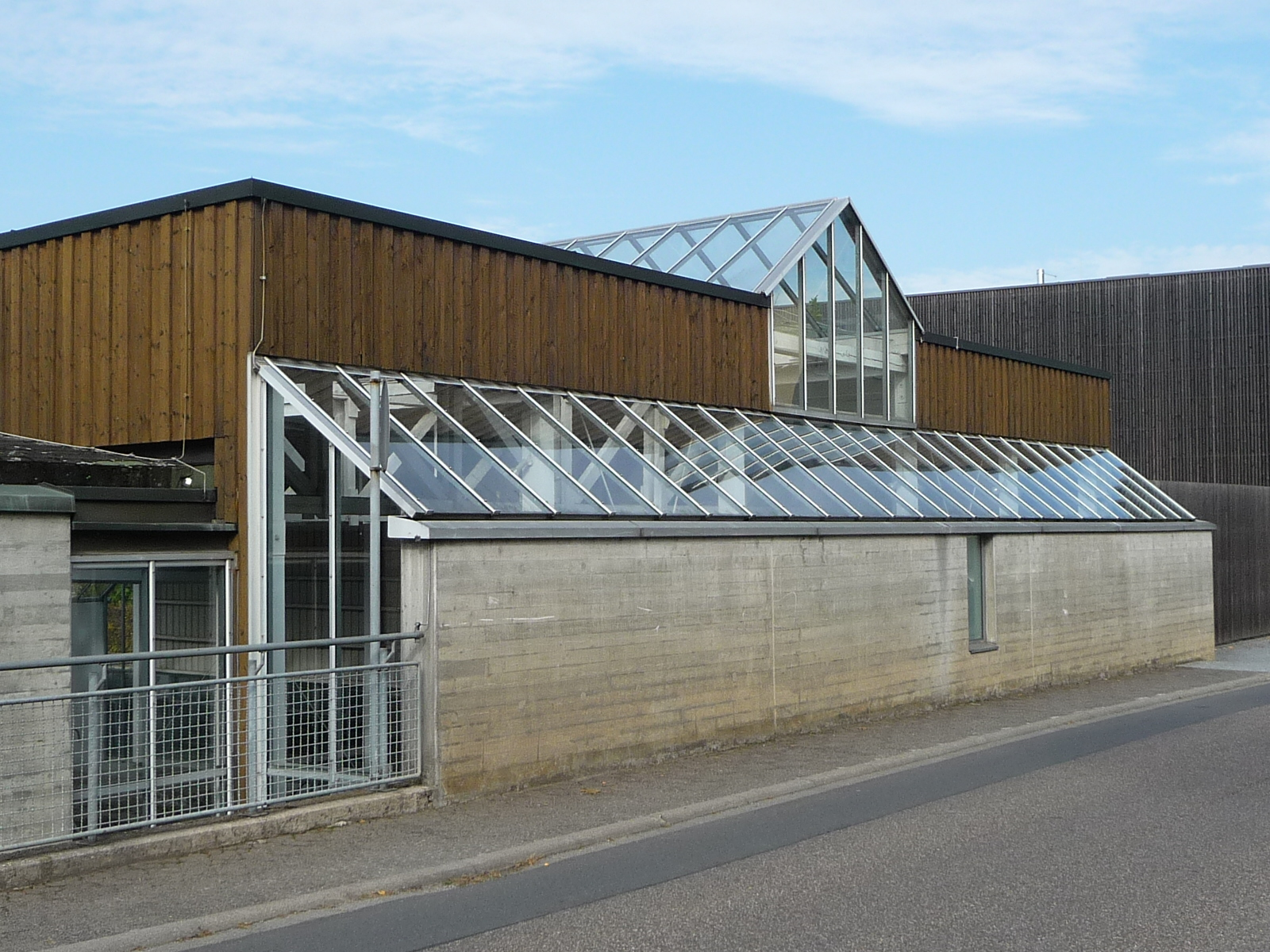
Der 1983 errichtete Schutzbau (Altbau) über dem Militärbad

Das Römermuseum Osterburken ist ein Zweigmuseum des Archäologischen Landesmuseums Baden-Württemberg in Osterburken und eines der überregionalen Informationszentren für das UNESCO-Weltkulturerbe Obergermanisch-Raetischer Limes im Land Baden-Württemberg.

## Geografische Lage
Das Museum liegt am westlichen Rand der Innenstadt von Osterburken, im Neckar-Odenwald-Kreis, nur wenige hundert Meter vom Limes und den Ruinen des Kastells Osterburken entfernt.

## Geschichte
1976 gründete sich der Historische Verein Bauland, der aus einer Osterburkener Bürgerinitiative hervorging. Er hatte sich zum Ziel gesetzt, das damals neu entdeckte römische Militärbad (Bad II) vor der Zerstörung zu bewahren. Das gelang mit Hilfe von Spenden und Zuwendungen des Landes Baden-Württemberg, ebenso wie die Konservierung der Befunde und die Errichtung eines Schutzbaus. Das Museum wurde am 2. Dezember 1983 als Zweigmuseum des Badischen Landesmuseums in Karlsruhe eröffnet und zunächst unter der Regie des Historischen Vereins geführt. Der Verein betrieb das Museum und stellte auch das Aufsichts- und Kassenpersonal. Außerdem übernahmen Vereinsmitglieder Führungen und betrieben überregionale Werbung, so dass Osterburken zu einer Anlaufstelle für Besucher am Limes wurde. Über die Jahre entwickelte sich aus einer nur zeitweilig geöffneten Ausstellung ein ganzjährig zugänglicher Museumsbetrieb.
Das Museum wurde 2003 Zweigmuseum des Archäologischen Landesmuseums Baden-Württemberg.
Im Frühjahr 2005 wurde der Provinzialrömische Archäologe Jörg Scheuerbrandt erster hauptamtlicher Museumsleiter. Neben der Leitung des Museums beinhaltete die Ausschreibung auch die Funktion eines Museumsbeauftragten für den Neckar-Odenwald-Kreis.
2005 erfolgte die Anerkennung des Obergermanisch-Raetischen Limes als UNESCO-Weltkulturerbe. Zugleich war ein Museumsneubau erforderlich, um den inzwischen aus allen Nähten platzenden Schutzbau, der in seiner Substanz erhalten blieb, großflächig zu ergänzen. Am 16. und 17. September 2006 wurde diese weitläufige Museumserweiterung eingeweiht. Die Entscheidung über das Aussehen und die Konzeption des Neubaus fiel nach einem Ideenwettbewerb der Stadt Osterburken im Dezember 2003 auf den Entwurf einer Arbeitsgemeinschaft aus dem Architekturbüro Auer und Weber und dem Innenarchitekten Henning Meyer. Zusammen mit diesem Erweiterungsbau wurde auch das Osterburkener Informationszentrum zum Welterbe Obergermanisch-Raetischer Limes im September 2006 eröffnet. Das Gebäude wurde von der Architektenkammer Baden-Württemberg für „Beispielhaftes Bauen“ ausgezeichnet. Zu den neuen Räumen gehört auch ein Museumscafé. Der bestehende Schutzbau wurde renoviert und in die neue Dauerausstellung einbezogen.
2012 wurde der Limespark Osterburken, ausgebaut und saniert, das Wegesystem erneuert und das Südtor des Kohortenkastells durch eine Stahlkonstruktion visualisiert. Etwa 500 m südlich gibt es – ebenfalls im Maßstab 1:1 – eine Limesbefestigung mit Wall und Graben, einen Abschnitt der Limesmauer und einen steinernen Wachturm zu sehen.

## Ausstellung
Die Ausstellungsfläche des Museums umfasst drei Bereiche für die Dauerausstellung im Umfang von 600 m², einen im Erdgeschoss, einen im Obergeschoss, und das erste Museumsgebäude, ein Schutzbau für die an dieser Stelle entdeckten und ausgegrabenen Kastellthermen. Im Obergeschoss des Neubaus gibt es zudem einen weiteren Raum, in dem Wechselausstellungen gezeigt werden:
- Der erste Raum im Erdgeschoss des Museumsneubaus beinhaltet römische germanische Funde. Dort werden der Limes und das Kastell Osterburken präsentiert sowie die Kultur der Bewohner auf beiden Seiten der Grenze.

- Im Obergeschoss sind im ersten Raum die Religionen des Römischen Reiches, ihre Vermischung mit einheimischen (keltischen) Kulten und ihre Verschmelzung mit orientalischen Religionen das Thema. Prunkstück der Ausstellung ist ein Mithras-Relief.

- Die dritte Ausstellungsfläche, im alten Museumsgebäude, zeigt in situ die hier entdeckten und ausgegrabenen Kastellthermen. Die an der Fundstelle restaurierten und konservierten Mauerzüge und Architekturdetails zeigen im Grundriss und ansatzweise im aufgehenden Mauerwerk ein komplettes römisches Kastellbad inklusive Präfurnien und Hypokaustanlagen. Des Weiteren befindet sich hier eine Rekonstruktion des Benefiziarier-Weihebezirks Osterburken mit den Weihesteinen, die hier gefunden wurden.
- 2003 bis 2022 konnten insgesamt sieben Sonderausstellungen gezeigt werden.[14]

Nur wenige hundert Meter vom Museum entfernt befindet sich das zugehörige Kastell, von dem die Grundmauern der Umwehrung des Annexkastells vollständig erhalten sind. 

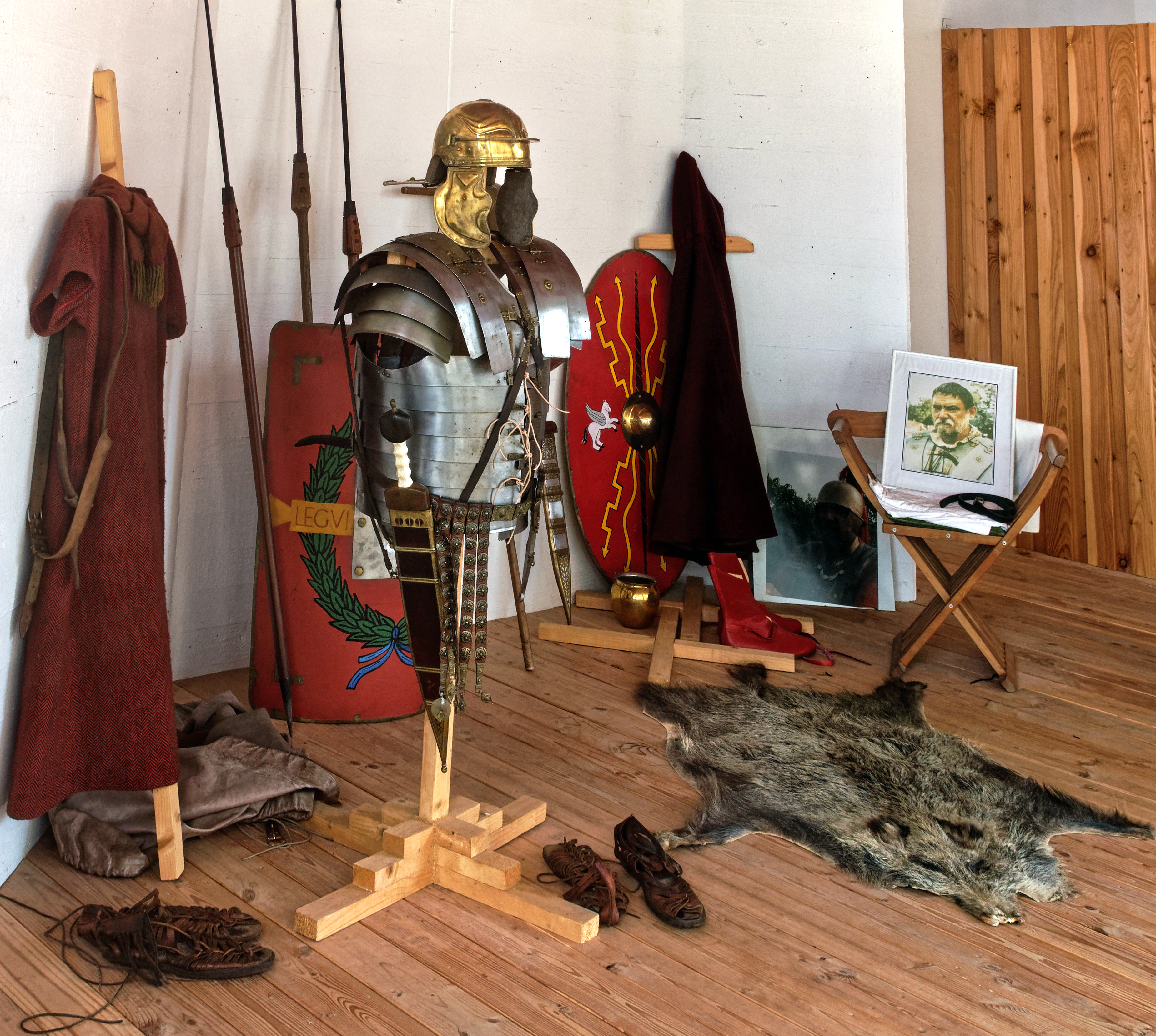
Ausrüstung eines Legioärs

## Angebote
Das Römermuseum Osterburken ist neben dem Limesmuseum Aalen das bedeutendste museale Zentrum am baden-württembergischen Abschnitt des Obergermanisch-Raetischen Limes. Neben der musealen Darstellung des Limes, des Kastells Osterburken und der Kultur der Grenzregionen gibt es museumspädagogische Angebote sowie – in Zusammenarbeit mit den Limes-Cicerones – organisierte Führungen durch das Museum, das Kastellgelände und entlang des Limes. Zwei Wanderwege von je etwa 10 km Länge führen am Limes entlang, der hier an vielen Stellen noch sichtbar erhalten ist.